# Team Falcons
Team Falcons (сокр. FLCN) — киберспортивная организация из Саудовской Аравии. Известна своими успешными выступлениями в дисциплине Dota 2.

## История
Team Falcons была основана в 2017 году Моссадом «Msdossary» Альдоссари, чемпионом мира по FIFA 18. Также Альдоссари является CEO организации.
В августе 2022 года Грант Руссо занял должность директора по киберспорту.
Официальные спонсоры Team Falcons неизвестны, однако журналисты считают, что организация связана с королевской семьей Саудовской Аравии.
Было замечено, что обычно Team Falcons ищет известных игроков, достигших определённых успехов в прошлом, и пытается подписать с ними контракт. И организации успешно удаётся делать это, создавая, по мнению СМИ, суперкоманды. Некоторые игроки, однако, отказываются от перехода в команду.

## Dota 2
11 ноября 2023 года был анонсирован состав в который вошли: Оливер «skiter» Лепко, Станислав «Malr1ne» Поторак, Аммар «AMMAR_THE_F» Аль-Ассаф, Андреас «Cr1t-» Нильсен, Цзинцзюнь «Sneyking» У. Тренером команды стал Кёртис «Aui_2000» Линг. Сначала состав показывал средние результаты, занял 5—6 место на ESL One Kuala Lumpur 2023.
Первой победой для Falcons стал турнир BetBoom Dacha Dubai 2024 который проходила с 4 по 16 февраля 2024 года. В финале Team Falcons одолела Team Liquid и заработала 400 тысяч долларов. На этом победы не закончились и уже через месяц команда побеждает на DreamLeague Season 22 одолев в финале BetBoom Team со счётом 3:0. Денежный приз команды составил 300 тысяч долларов.
На Elite League Season 1 команда проходит до финала, но терпит сенсационное поражение от команды «Xtreme Gaming» со счётом 1:3.
На ESL One Birmingham 2024 Team Falcons дошли до финала где встретились с BetBoom Team. Хоть и отставая по золоту первые две карты, команда смогла «всухую» одержать победу в гранд-финале и заработать 300 тысяч долларов. Новоиспеченных чемпионов провозгласили лучшей командой сезона.
На PGL Major Wallachia 2024 в команде произошла замена: из-за визовых проблем на турнир не поехал Станислав «Malr1ne» Поторак — его заменил прошлый тиммейт skiter’а и Sneyking’а Леон «Nine» Кирилин. Команда показала хороший результат, выбыв в финале нижней сетки от победителей турнира — Team Spirit, заняв 3 место.
DreamLeague Season 23 для Team Falcons тоже стал победным. В финале команда одолела Gaimin Gladiators со счётом 3:0 и заработала 300 тысяч долларов.
Организация получила приглашения как на Riyadh Masters 2024, так и на The International 2024.
На Riyadh Masters 2024 Falcons заняли 3 место, выбыв в финале нижней сетки от Team Liquid со счётом 0:2. Команда заработала 600 тысяч долларов.

### The International 2024
На The International 2024 Team Falcons попала в группу с BetBoom Team, nouns и Team Zero. В группе команда заняла 1 место, одолев в переигровках Team Zero и получила возможность выбрать соперников в матче за посев. Соколы выбрали beastcoast, одержали победу и попали в верхнюю сетку плей-офф. На турнире команда заняла 4 место, выбыв в полуфинале нижней сетки от Tundra Esports и заработала 166 563 $.

### Текущий состав
|                 | Ник             | Полное имя        | Роль            | Присоединился   |
| Основной состав | Основной состав | Основной состав   | Основной состав | Основной состав |
| --------------- | --------------- | ----------------- | --------------- | --------------- |
| Флаг Словакии   | skiter          | Оливер Лепко      | Керри           | 11 ноября 2023  |
| Флаг России     | Malr1ne         | Станислав Поторак | Мидер           | 11 ноября 2023  |
| Флаг Иордании   | ATF             | Аммар Аль-Ассаф   | Оффлейнер       | 11 ноября 2023  |
| Флаг Дании      | Cr1t-           | Андреас Нильсен   | Саппорт         | 11 ноября 2023  |
| Флаг США        | Sneyking        | Цзинцзюнь У       | Саппорт         | 11 ноября 2023  |
| Тренер          |                 |                   |                 |                 |
| Флаг Канады     | Aui_2000        | Кёртис Линг       | Кёртис Линг     | 15 января 2024  |

### Достижения
| Место | Турнир                      | Место проведения | Дата                   | Призовые  |
| 2024  | 2024                        | 2024             | 2024                   | 2024      |
| ----- | --------------------------- | ---------------- | ---------------------- | --------- |
| 1     | BetBoom Dacha Dubai 2024    | Дубай            | 4—16 февраля           | 400 000 $ |
| 1     | DreamLeague Season 22       | Онлайн           | 25 февраля — 10 марта  | 300 000 $ |
| 2     | Elite League Season 1       | Онлайн           | 31 марта — 14 апреля   | 150 000 $ |
| 1     | ESL One Birmingham 2024     | Бирмингем        | 22—28 апреля           | 300 000 $ |
| 3     | PGL Wallachia Season 1      | Бухарест         | 10—19 мая              | 120 000 $ |
| 1     | DreamLeague Season 23       | Онлайн           | 20—26 мая              | 300 000 $ |
| 3     | Esports World Cup 2024      | Эр-Рияд          | 4—21 июля              | 600 000 $ |
| 4     | The International 2024      | Копенгаген       | 4—15 сентября          | 166 562 $ |
| 1     | BetBoom Dacha Belgrade 2024 | Белград          | 19—26 октября          | 400 000 $ |
| 1     | DreamLeague Season 24       | Онлайн           | 27 октября — 10 ноября | 300 000 $ |
| 2025  |                             |                  |                        |           |
| 2     | FISSURE PLAYGROUND 1        | Белград          | 24 января — 2 февраля  | 170 000 $ |
| 3—4   | BLAST Slam II               | Копенгаген       | 4—9 февраля            | 60 000 $  |
| 3     | PGL Wallachia Season 3      | Бухарест         | 8—16 марта             | 120 000 $ |

## Counter-Strike 2
1 ноября 2023 на пост главного тренера встал 5-кратный победитель мейджора Дэнни «zonic» Сёренсен.
5 ноября в запас были переведены: Милош «mhL» Кнасиак, Алехандре «bodyy» Пианаро, Натан «NBK-» Шмитт и Лаврентий «lauNX» Цырлеа.
27 ноября Алехандре «bodyy» Пианаро покинул организацию, присоединившись к Fnatic.
15 декабря 2023 к команде присоединился Марко «Snappi» Пфайффер, который занял роль капитана.
16 декабря организация выкупила двоих игроков из ENCE: Альваро «SunPayus» Гарсию и Павле «maden» Бошковича, а также Эмиля «Magisk» Рейфа.
2 января 2024 Лаврентий «lauNX» Цырлеа присоединился к BLEED на правах аренды, 8 марта аренда закончились и игрок вернулся в запас команды, а 7 июня вместе с Натаном «NBK-» Шмиттом окончательно покинул организацию.
7 января Милош «mhL» Кнасиак отправился в аренду в 9INE, а уже 23 февраля вернулся обратно.
19 февраля 2024 основной состав покинул Мохаммад «BOROS» Малас, и его заменил арендованный на месяц Александр «s1mple» Костылев.
19 марта аренда «s1mple» закончилась и он покинул состав, 26 марта на его место пришёл Питер «dupreeh» Расмуссен из Preasy.
27 сентября 2024 второй раз к составу на правах аренды, но уже на 3 месяца присоединился Александр «s1mple» Костылев, он заменил Альваро «SunPayus» Гарсию.
21 ноября 2024 после неутешительных результатов на RMR к Perfect World Shanghai Major 2024 состав покинули Питер «dupreeh» Расмуссен, Марко «Snappi» Пфайффер, Павле «maden» Бошкович.
3 января 2025 к команде присоединился Никола «NiKo» Ковач из G2.
4 января 2025 были выкуплены из Heroic Рене «TeSeS» Мэдсен, Абдул «degster» Гасанов, Дамьян «kyxsan» Стоилковски.
14 апреля в запас был переведен Абдул «degster» Гасанов, на его место пришел Илья «m0NESY» Осипов.
23 июня Эмиль «Magisk» Рейф покинул основной состав, а к команде из Spirit Academy присоединился Максим «kyousuke» Лукин.

### Текущий состав
|                           | Ник             | Полное имя         | Роль            | Присоединился   |
| Основной состав           | Основной состав | Основной состав    | Основной состав | Основной состав |
| ------------------------- | --------------- | ------------------ | --------------- | --------------- |
| Флаг России               | kyousuke        | Максим Лукин       | Стрелок         | 23 июня 2025    |
| Флаг Боснии и Герцеговины | NiKo            | Никола Ковач       | Стрелок         | 3 января 2025   |
| Флаг Дании                | TeSeS           | Рене Мэдсен        | Стрелок         | 4 января 2025   |
| Флаг России               | m0NESY          | Илья Осипов        | Снайпер         | 14 апреля 2025  |
| Флаг Северной Македонии   | kyxsan          | Дамьян Стоилковски | Капитан         | 4 января 2025   |
| Тренер                    |                 |                    |                 |                 |
| Флаг Дании                | zonic           | Дэнни Серенсен     | Дэнни Серенсен  | 1 ноября 2023   |

### Достижения
| Место | Турнир                            | Место проведения     | Дата                   | Призовые  |
| 2024  | 2024                              | 2024                 | 2024                   | 2024      |
| ----- | --------------------------------- | -------------------- | ---------------------- | --------- |
| 3     | IEM Katowice 2024                 | Катовице             | 31 января — 11 февраля | 80 000 $  |
| 3     | BetBoom Dacha Belgrade 2024 #1    | Белград              | 14—19 мая              | 50 000 $  |
| 1—2   | BLAST Premier: Fall Showdown 2024 | Онлайн               | 21—25 августа          | 20 000 $  |
| 2025  |                                   |                      |                        |           |
| 2     | PGL Cluj-Napoca 2025              | Бухарест/Клуж-Напока | 14—23 февраля          | 187 500 $ |
| 1     | PGL Bucharest 2025                | Бухарест             | 6—13 апреля            | 400 000 $ |
| 2     | IEM Melbourne 2025                | Мельбурн             | 21—27 апреля           | 150 000 $ |
| 2     | BLAST Rivals 2025 Season 1        | Копенгаген           | 30 апреля — 4 мая      | 75 000 $  |
| 3—4   | IEM Dallas 2025                   | Даллас               | 19—25 мая              | 105 000 $ |